# 패밀리 라디오
패밀리 라디오(Family Radio 약칭 WYFR)는 어느 기독교 교파나 교단에 속하지 않고, 그리스도의 복음만을 전하는 목적의 비영리 기독교 단체의 방송이다. 1959년 미국 캘리포니아 오클랜드에서 개국하였다. 총 24개 언어로 방송하며 단파와 중파, FM, 위성 방송으로 송출하고 있다.

## 한국어 방송
패밀리 라디오는 타이완국제방송과 교환송출을 하는 관계로 중국 코우후에 위치해 있는 송신소를 통해서 대한민국과 조선민주주의인민공화국을 향해 한국어방송을 송출하고 있다.

## 한국어 방송 주파수
| 협정 세계시 | 한국 표준시 | 단파 주파수 | 언어   |
| 11:00~12:00 | 19:00~20:00 | 9450 kHz    | 한국어 |
| 10:00~11:00 | 20:00~21:00 | 7130 kHz    | 한국어 |
| 09:00~11:00 | 17:00~19:00 | 9450 kHz    | 영어   |

## 방송 언어
| - 한국어 - 영어 - 중국어 - 러시아어 - 스페인어 - 프랑스어 - 독일어 - 포르투갈어 - 이탈리아어 - 인도네시아어 | - 폴란드어 - 베트남어 - 스와힐리어 - 튀르키예어 - 아랍어 - 페르시아어 - 타갈로그어 - 힌디어 - 벵골어 - 우르두어 | - 암하라어 - 펀자브어(인도) - 펀자브어(파키스탄) - 버마어 - 일본어 |